# 因斯布鲁克医科大学
因斯布鲁克医科大学（德語：Medizinische Universität Innsbruck）是位于奥地利因斯布鲁克的一所大学，原为因斯布鲁克大学的医学院，2004年独立。

## 历史
因斯布鲁克的医学传统可以追溯到大学成立之前很久1307年在附近的银矿城市Schwaz建立的第一家医院。1669年由利奥波德一世成立的因斯布鲁克大学包括一个医学院。

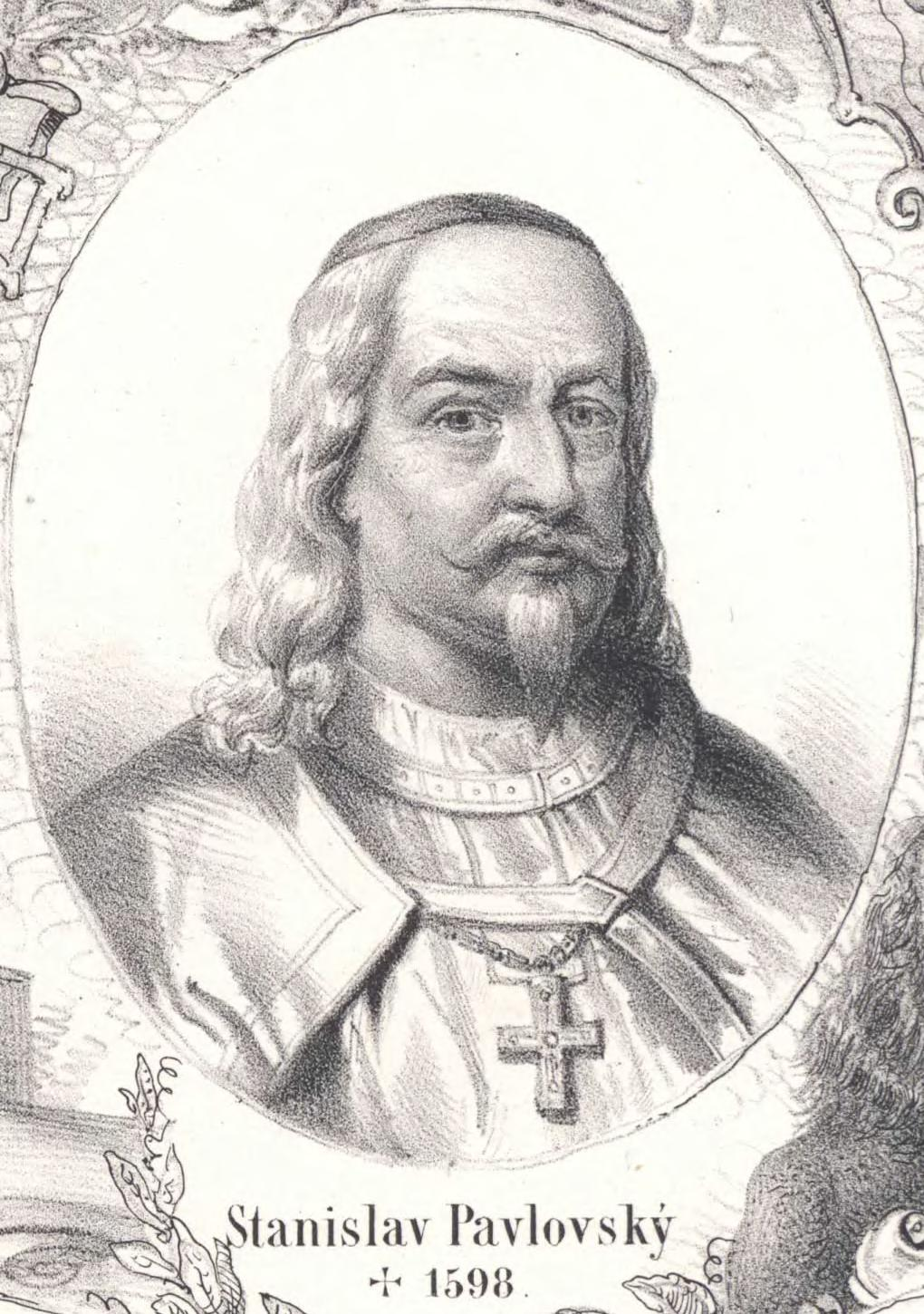
Bishop Stanislav Pavlovský, who donated the Mace now held by Innbruck in 1588 to the University of Olomouc

1850年代，哈布斯堡王朝逐渐关闭了奥洛穆茨的帕拉茨基大学，原因是该校学生和教授的参与1848年革命和捷克民族复兴运动。奥洛穆茨大学的礼仪设施（ceremonial equipment）随后被转移到因斯布鲁克大学。1580年代最初的奥洛穆茨仪式权杖现在被用作因斯布鲁克大学、其学院和因斯布鲁克医科大学的权杖。